# Боб (ім'я)
Боб — чоловіче ім'я утворене від імені Роберт. Найбільш поширене в англомовних країнах, таких як США, Канада, Ірландія, Велика Британія, Австралія та Нова Зеландія.

## Політики і бізнесмени

### А-Б
- Боб Арум (р. 1931), американський бізнесмен і адвокат
- Боб Беннетт (політик) (1933—2016), сенатор США від штату Юта
- Боб Кейсі-молодший (народився 1960), нинішній сенатор від Пенсильванії
- Боб Коркер (р. 1952), американський сенатор від штату Теннессі
- Боб Дольд (народився у 1969 році), колишній представник США від штату Іллінойс
- Боб Доул (р. 1923), американський колишній сенатор і кандидат в президенти
- Боб Ерліх (р. 1957), колишній губернатор штату Меріленд
- Боб Грем (народився 1936), колишній американський сенатор від штату Флорида
- Боб Хоук (нар. 1929), колишній прем'єр-міністр Австралії

- Боб Кастен (народився у 1942), колишній сенатор США від штату Вісконсин
- Боб Керрі (р. 1943), американський колишній губернатор і сенатор
- Боб Крюгер (народилася в 1935 році), колишній сенатор США від штату Техас
- Боб Мартінес (народився 1934), колишній губернатор штату Флорида
- Боб Матіас (1930—2006), представник США з Каліфорнії
- Боб Мацуї (1941—2005), представник США з Каліфорнії
- Боб Макдермотт (народився 1963), член Палати представників штату
- Боб Макдоннелл (р. 1954), американський екс-губернатора
- Боб Менендес (р. 1954), американський сенатор з Нью-Джерсі
- Боб Паквуд (нар. 1932), колишній американський сенатор з Орегона

- Боб Рей (народився 1948), канадський екс-прем'єр і адвокат
- Боб Райлі (народився 1944), колишній губернатор Алабами
- Боб Сілі (народився в 1966), депутат парламенту Великої Британії на острові Вайт
- Боб Шиллер (р. 1946), американський економіст
- Боб Сміт (американський політик) (народився 1941), колишній американський сенатор з Нью-Гемпшира

- Боб Тафт (р. 1942), колишній губернатор Огайо

## Музиканти
- Боб Ділан (р. 1941), американський співак і композитор
- Боб Гібсон (музикант) (1931—1996), американський фолк-співак
- Боб Гелдоф (нар. 1951), ірландська співачка
- Боб Гулла, американський музичний письменник
- Боб керма (1914—2003), американський джазовий кларнетист
- Боб Хілліард (1918—1971), американський композитор
- Боб Джексон (музикант) (народився 1949), британський рок-гітарист
- Боб Джонсон (музикант) (народився 1944), британський гітарист
- Боб Какаха(народився 1970), американський бас-гітарист
- Боб Кіркпатрік (музикант) (народився 1934), американський блюзовий музикант з Техасу
- Боб Марлі (1945—1981), Ямайський співак у стилі реггі
- Боб Мур (нар. 1932), американський басист

- Боб Робертс (співак) (1907—1982), британський фолк-співак і автор пісень
- Боб рок (нар. 1954) — канадський музикант
- Боб Шмідт (музикант) (народився 1968), американський мультиінструменталіст
- Боб Сігер (р. 1945), американський рок-співак, автор пісень, гітарист і піаніст
- Боб Уелч (музикант) (1945—2012), американський музикант
- Боб Уестон (гітарист) (1947—2012), британський гітарист
- Боб Янг (музикант) (народився 1945), британський музикант
- Боб Браун (комікси) (1915—1977), американський художник коміксів
- Боб Керролл (автор) (1936—2009), американський письменник і історик
- Боб Консідайн (1906—1975), американський письменник і колумніст
- Боб Кейн (1915—1998), американський художник коміксів
- Боб Маршалл (1901—1939), американський лісничий, письменник і активіст
- Боб Маклеод (комікси) (нар. 1951), американський художник коміксів

- Боб Петерсон (фотограф) (р. 1944), канадський фотограф
- Боб Росс (1942—1995), американський художник
- Боб Райан (нар. 1946), американський спортивний журналіст
- Боб Сміт (комікси) (р. 1951), американський художник коміксів
- Боб Вудворд (р. 1943), американський журналіст і письменник, відомий у розкритті Уотергейтського скандалу
- Боб Зірінг, американський ілюстратор

## В кіно, на сцені, на телебаченні і радіо
- Боб Фосс (1927—1987), американський актор, танцюрист, хореограф, режисер і сценарист
- Боб Голдінг (нар. 1970), британський актор

- Боб Хоуп (1903—2003), британсько-американський конферансьє
- Боб Хоскінс (1942—2014), англійський актор
- Bob Ньюхарт (р. 1929), американський комік і актор
- Боб Оденкерк (р. 1962), американський актор і режисер
- Боб Пітерсон (режисер) (р. 1961), американський режисер
- Боб Рей, американський кінорежисер
- Боб Сагет (нар. 1956), американський комік
- Боб Сміт (гуморист), американський комік

- Боб Воссе (1927—1999), американський режисер дорослих фільмів
- Боб Вайнштейн (р. 1954), американський кінопродюсер
- Боб Ярі (р. 1961), ірано-американський кінопродюсер
- Боб Змуда (р. 1949), американський письменник, комік, продюсер і режисер

## У спорті

### Хокей на льоду
- Боб Діллабаф (1941—1997), канадський хокеїст
- Боб Гейні (р. 1953), хокеїст канадського Залу слави, тренер і генеральний менеджер у НХЛ
- Боб Найстром (1952), шведсько-канадський хокеїст

### Теніс
- Боб Брайан (народився 1978), американська тенісистка

### Легка атлетика
- Боб Бимон (р. 1946), американський стрибун у довжину

## У науці, медицині і технології
- Боб Бернер (1935—2015), американський геолог
- Боб Беррі (нар. 1916), американський дендролог
- Боб Карр (р. 1947), Австралійський археолог
- Боб Грін (народився 1925), австралійський натураліст і фотограф
- Боб Грін (народився 1958), американський лікар і фітнес-письменником
- Боб Ірвін (народився 1939), австралійський натураліст, захисник природи і герпетолог
- Боб Джонсон, британський психіатр
- Боб Пейн (1933—2016), американський зоолог
- Боб Парк (р. 1931), американський вчений
- Боб Райан (метеоролог), американський метеоролог
- Боб Сміт (доктор) (1879—1950), американський лікар
- Боб Ван Dillen (народився в 1972), американський метеоролог
- Боб Уотерстон (р. 1943), американський біолог